# Kebouche
Kebouche, dit Aqbuc (Akbouche) en kabyle, est un village kabyle de montagne situé dans la commune d'Adekar dans la wilaya de Béjaïa en Algérie.

## Localisation
Il est situé sur la N12 (dite la route de la Kabylie) qui relie Béjaïa et Tizi Ouzou dans le nord de l'Algérie via Yakouren et Azazga. Il est construit sur une crête à 900 mètres d'altitude. Un village connu pour son histoire et son climat de quatre saisons qui attire de plus en plus les visiteurs particulièrement durant la saison estivale.